# قانون تركيب داخلي
في الرياضيات، وبشكل أدق في علم الجبر التجريدي، قانون التركيب الداخلي هو تطبيقً يربط عنصرين من المجموعة E، بعنصر من نفس المجموعة. بمعنى آخر، هو عملية ثنائية  تكون فيها المجموعة E مستقرة.
يعد الجمع والضرب في مجموعة الأعداد الطبيعية أمثلة كلاسيكية لقوانين التركيبات الداخلية.
تُستخدم قوانين التركيبات الداخلية والخارجية لتحديد البنيات الجبرية التي تشغل مكانًا متميزًا في الجبر التجريدي.

## الأمثلة
في مجموعة الأعداد الصحيحة النسبية، يعد الجمع قانونًا للتركيبات الداخلية يتضمن عدة خصائص نذكر من بينها:
- 0 هو عنصر محايد لهذا القانون: لأن إضافته إلى أي رقم يعطي الرقم نفسه: مثلا،   5 + 0 = 5   و   0 + 8 = 8.
- لكل عدد صحيح، يوجد عدد آخر، يعاكسه (المصطلح العام هو العنصر المعاكس)، حيث جمعهما، يعطي العنصر المحايد 0. نلاحظ المعاكس من خلال تغيير إشارة العدد الصحيح الأول. وهكذا:   3 + (–3) = 0.
- يمكننا تبديل عنصرين حول علامة " {\displaystyle +} " :   3 + 5 = 5 + 3 = 8   . ونقول أن العملية تبديلية.
- يمكننا تجميع العناصر عندما نرغب بجمع أكثر من عددين:   3 + 5 + 4   يمكن حسابها بطريقتين:
  - عن طريق حساب  3 + 5 = 8 ثم نضيف   4   للنتيجة،
  - أو عن طريق حساب   5 + 4 = 9   وبعدها حساب  3 + 9.

هاتين الطريقتين تُؤديان إلى نفس النتيجة، والتي نلاحظها من خلال:   (3 + 5) + 4 = 3 + (5 + 4)   . ونقول أن العملية تجميعية.

## التعريف الرسمي
نسمي قانون تركيب داخلي في مجموعة E كل تطبيق {\displaystyle *\,} للجداء الديكارتي E × E ضمن E.
مجموعة E مع قانون تركيب داخلي {\displaystyle *\,} يشكلان بنية جبرية تسمى ماغما ويرمز لها ب "( E ، {\displaystyle *\,} ) ".
بعض الأمثلة البديهية، لمجموعة E ليست فارغة.
- التطبيقات الثابتة: إذا كان c ينتمي إلى E :
 {\displaystyle \forall x\in E,\forall y\in E\colon x*y\ =c}
- تطبيق اختيار التعبير على اليسار: 
 {\displaystyle \forall x\in E,\forall y\in E\colon x*y\ =x} ؛
- تطبيق اختيار التعبير على اليمين: 
 {\displaystyle \forall x\in E,\forall y\in E\colon x*y\ =y}.

## عناصر خاصة

### المربعات
- يسمى عنصر {\displaystyle c\,} مربع إذا كان:  {\displaystyle \exists \ x\in E,\ x*x=c\,}

على العكس، كل عنصر x لديه مربع واحد، وعادة ما يشار إليه بـ " x2 "
إذا كان القانون يرمز له بالجمع، سيُستخدم المصطلح " مزدوج" عوضاً عن المصطلح "مربع" .
مثال : في المجموعة ℤ، مزدوج العدد 3 (للجمع) هو 6، ومربعه (للضرب) هو 9.
- يسمى عنصر {\displaystyle s\,} بلا تأثير (من الرتبة 2) أو مسقط إذا كان:  {\displaystyle s*s=s\,}

وفي تعبيرات أخرى، هذا العنصر له مربع خاص به.
أمثلة:
- كل عنصر محايد في قانون ما فهو بلا تأثير بالنسبة لهذا القانون؛
- في كل مجموعة عددية تحتوي على العنصرين 0 و 1 فهما الوحيدين اللذين بلا ثأثير بالنسبة للضرب.

### العناصر المحايدة
يسمى العنصر {\displaystyle e}:
- محايد على اليسار إذا كان{\displaystyle \forall x\in E\quad e*x=x} .
- محايد على اليمين إذا كان{\displaystyle \forall x\in E\quad x*e=x} .
- محايد عندما يكون محايدًا على اليمين وعلى اليسار.

أمثلة
- في ℝ، العنصر المحايد للجمع هو 0، وللضرب هو 1.
- في مجموعة المجموعات الجزئية X، تكون المجموعة الفارغة محايدة بالنسبة للاتحاد والمجموعة X محايدة للتقاطع.

كل عنصر محايد على اليسار أو على اليمين فهو بلا تأثير.
إذا وُجِدَ عنصر محايد على اليسار وعنصر محايد على اليمين، فإن القانون يعترف بعنصر محايد واحد، وكل عنصر محايد على اليسار أو على اليمين يساويه.
عندما يوجد عنصر محايد {\displaystyle e}:
- يسمي العنصر {\displaystyle s} ذاتي الانعكاس إذا كان{\displaystyle s*s=e}.
العنصر الوحيد ذاتي الانعكاس وبلا تأثير هو العنصر المحايد؛
- يسمي عنصر {\displaystyle a} مماثل العنصر {\displaystyle b} على اليسار إذا كان {\displaystyle a*b=e}. ومنه فإن العنصر {\displaystyle b} مماثل العنصر {\displaystyle a} على اليمين.

### الامتصاصية
يسمي عنصر {\displaystyle a}:
- ممتص على اليسار إذا كان: {\displaystyle \forall x\in E\quad a*x=a} .
- ممتص على اليمين إذا كان: {\displaystyle \forall x\in E\quad x*a=a} .
- ممتص إذا ممتص على اليمين وعلى اليسار.

أمثلة
- في ℝ، العدد 0 ممتص بالنسبة للضرب.
- في مجموعة المجموعات الجزئية X، تكون المجموعة الفارغة ممتصة بالنسبة للتقاطع بينما تكون المجموعة X ممتصة بالنسبة للاتحاد.

كل عنصر ممتص على اليسار أو على اليمين فهو بلا تأثير.
إذا وُجِدَ عنصر ممتص على اليسار وعنصر ممتص على اليمين، فإن القانون له عنصر ممتص واحد، وأي عنصر ممتص على اليسار أو اليمين يساويه.
عندما يكون للقانون عنصر ممتص {\displaystyle 0}، يسمي عنصر {\displaystyle x} عديم القوى (من الرتبة 2) إذا كان{\displaystyle x*x=0}.